# Alessandra Batacchi
Alessandra Batacchi detta Sandra (1963) è un'ex sciatrice alpina italiana.

## Biografia
Alessandra Batacchi vinse la medaglia d'argento nella discesa libera ai Campionati italiani nel 1982; gareggiò in Coppa del Mondo almeno fino al 1983, senza ottenere risultati di rilievo. Non prese parte a rassegne olimpiche né ottenne piazzamenti ai Campionati mondiali.

## Palmarès

### Campionati italiani
- 1 medaglia[3][4][5][6]:
  - 1 argento (discesa libera nel 1982)